# Pazifischer Makrelenhecht
Der Pazifische Makrelenhecht (Cololabis saira; koreanisch 꽁치 kongchi, japanisch サンマ bzw. 秋刀魚 sanma, chinesisch 秋刀魚 / 秋刀鱼 qiūdāoyú, russisch сайра saira) ist ein schlanker, räuberischer Meeresfisch, der in Schwärmen lebt und im Nordpazifik verbreitet ist. Im Handel kennt man ihn auch unter der Handelsbezeichnung Pazifischer Kurzschnabelmakrelenhecht. Er ist ein wichtiger Speisefisch in der ostasiatischen Küche.

## Etymologie
Der Pazifische Makrelenhecht entlehnte seinen wissenschaftlichen Namen aus der regionalen Bezeichnung saira, wie er auf der japanischen Kii-Halbinsel genannt wird. In den Kanji der japanischen Sprache wird er „Herbstmesserfisch“ (秋刀魚) geschrieben, was einen Bezug auf seine einer Klinge ähnelnde Stromlinienform darstellt als auch, dass er in dieser Jahreszeit ein beliebter Speisefisch ist. Im englischen Sprachgebrauch ist er auch als saury bekannt.

## Merkmale
Der Körper ist langgestreckt mit kleinem Maul, von der Dorsalflosse als auch der Analflosse weg ziehen mehrere kleine Flossen zur gabelförmigen Schwanzflosse hin. Die Zeichnung ist blau bis dunkelgrün am Rücken und silbrig am Bauch mit vielen kleinen hellblauen Flecken an den Seiten. Ausgewachsene Tiere messen im Schnitt zwischen 25 und 28 cm Körperlänge und sie werden bis zu vier Jahre alt.

## Verbreitung und Lebensweise
Die pelagisch lebenden Fische sind in Schulen über den Nordpazifik von Korea und Japan bis zum Golf von Alaska anzutreffen und treten nach Süden bis auf die Höhe von Mexiko auf. Das Verbreitungsgebiet ist von den bevorzugten Wassertemperaturen (zwischen 15 und 18 °C) abhängig. Die Schulen schwimmen im Epipelagial bis zu etwa 200 m Tiefe, wobei sie sich bevorzugt in Oberflächennähe aufhalten.
Die Makrelenhechte sind ovipar. Eier werden bevorzugt auf treibendem Seegras abgelegt und mit klebrigen Fäden befestigt. Das Seegras dient den Jungtieren noch als Versteck, als erwachsene Tiere bewegen sie sich ins Freiwasser, wo sie an der Oberfläche ihrer Beute nachjagen und dabei große Wanderungen unternehmen.
Als Nahrung dient Zooplankton wie Kopffüßer, Krill und Fischeier bzw. -larven. Der Pazifische Makrelenhecht wird wiederum von Thunfischen, Kalmaren und großen Meeressäugetieren wie Delfinen gefressen. Bei Bedrohung springen die Tiere aus dem Wasser und können sogar (ähnlich wie die nah verwandten fliegenden Fische, die ebenfalls zu den Hornhechten zählen) für kurze Strecken über die Wasserfläche gleiten.

## Nutzung
Besonders in Ostasien ist der Pazifische Makrelenhecht ein wichtiger Speisefisch mit großem wirtschaftlichen Nutzen. Er wird mit starken Lampen, die an den Fischerbooten befestigt werden, angelockt. Dabei sind an einer Seite des Bootes weiße oder blaue Lampen erleuchtet, während auf der anderen Seite rote Lampen schwach brennen. Wenn sich ein Schwarm unter den helleren Lampen ansammelt, wird die Beleuchtung auf die andere Schiffsseite gewechselt und dabei der Schwarm ins Netz gelockt. Während der Pazifische Makrelenhecht in Asien gerne frisch oder leicht zubereitet gegessen wird, so ist er im Westen nur selten erhältlich und dann auch meist nur als Fischmehl für Tierfuttermittel.
In Japan ist der Hecht ein höchst beliebtes Gericht in der Herbstsaison. Dabei wird der sanma gerne gesalzen und gegrillt über einem Shichirin oder auch gekocht und mit Daikon garniert serviert. Als Beilagen werden weißer Reis und Misosuppe gereicht. Die bitter schmeckenden Eingeweide werden oftmals nicht entfernt, da viele behaupten, dass diese, in Kombination mit angemessener Gewürzverwendung, den Geschmack des Gerichtes steigern würden. Auch als Sashimi ist der Fisch zunehmend erhältlich. Die Verwendung in Sushi ist eher selten, jedoch auf der Kii-Halbinsel eine regionale Delikatesse. Hierzu wird der Fisch in Salz und Essig sowie manchmal auch Bitterorangen eingelegt und danach auf dem gesäuerten Sushireis platziert.
In Korea wird gwamegi, ein Gericht aus halbgetrocknetem Makrelenhecht, in der Wintersaison gereicht. Auch werden die Fische gerne in Brühe gegart und als Jorim verzehrt.
In Russland wird der Fisch besonders in den Regionen der Pazifikküste verzehrt. Es gibt Konserven mit gesalzenem und gewürztem Fisch, manchmal auch in Pflanzenöl oder Tomatensauce.